# Милутин Ускоковић
Милутин Ускоковић (Ужице, 4. јун 1884 — Куршумлија, 15. октобар 1915) био је српски књижевник и правник. Још на самом почетку књижевног рада, написао је неколико књига: две збирке цртица Под животом (1905) и Vitae fragmenta (1908), [два] романа Дошљаци (1910), Чедомир Илић (1914) и једну збирку приповедака Кад руже цветају... (1912). Године 1914. изишао је у Београду његов превод Максима Ларошфукоа.
Рођен је и школовао се у Ужицу, а касније у Београду. Докторску дисертацију из права стекао је на Универзитету у Женеви, где се 1910. године и оженио. По повратку у Београд, радио је чиновничке послове и писао књижевна дела. У току Првог светског рата је психички оболео гледајући тортуре кроз које пролази српски народ и извршио самоубиство у реци Топлици, код Куршумлије. Иако је преминуо млад, био је плодан писац и иза себе оставио неколико дела. У његову част се књижевницима додељује награда „Милутин Ускоковић” за најбољу необјављену причу на српском језику, у његовом родном граду Ужицу.

## Биографија

### Детињство
Милутин Ускоковић рођен је 4. јуна 1884. године у Ужицу, у трговачкој породици, од оца Мијаила и мајке Софије (Соке), који су имали једанаесторо деце (девет синова и две кћери). Родна кућа се налазила у насељу Липа, а дотадашња успешна породична трговина, која је углавном била окренута према Сарајеву и Босни и Херцеговини, већ у то време била је пред гашењем због аустроугарске окупације ове земље и затварања границе према Србији.
Уписао је 1890. године основну школу у родном граду. Рано детињство и године школовања провео је у оскудици, али је са успехом похађао основну школу, као и шест разреда гимназије. Као ђак ужичке гимназије од 1894. године добијао је државну стипендију („благодејање”), а веома брзо и активно укључио се у рад ђачке дружине и усмерио се према књижевности. Иначе, у приближно исто време, у ужичку гимназију ишли су Димитрије Туцовић, Душан Поповић, Радован Драговић, Драгиша Лапчевић, каснији оснивачи и значајни идеолози српског социјалдемократског покрета. Пошто је Ужичка гимназија тада имала свега шест разреда, Ускоковић је од школске 1900–1901. године био принуђен да оде у Београд и тамо да настави даље школовање. Седми и осми разред завршио је у Гимназији „Вук Стефановић Караџић” (Друга београдска гимназија), где је такође добијао државну стипендију, али је био принуђен и да се сам издржава тако што је давао часове слабијим ђацима из богатијих породица.

### Школовање
После завршене гимназије, у јесен 1902. године, уписао је Правни факултет у Београду. За време студирања примао је државну стипендију, а напоредо с тим самостално се издржавао, тако што је наставио приватно да држи часове слабијим ђацима, али је поред тога радио и као практикант у Државној статистици, у општинском физикату, као и у Министарству унутрашњих дела. Један део скромних прихода добијао је и као новинар сарађујући у листовима и часописима (Нова искра, Дело). Тада је почео да објављује и прве књижевне прилоге (песме у прози, цртице, записе, као и приповетке), а од 1903. године постао је присталица идеје јужнословенског уједињења и близак са омладином која се окупљала око Јована Скерлића. Познато је и да је учествовао у демонстрацијама 23. марта 1903. године, које су претходиле Мајском преврату и збацивању династије Обреновић. Током 1904. године био је међу организаторима Мале конференције југословенских књижевника и уметника, Првог ђачког југословенског конгреса у Београду и Прве југословенске уметничке изложбе, а по оснивању листа Политика постао је члан њене редакције, заједно са Владиславом и Дарком Рибникаром, Браниславом Нушићем и другима.
Објавио је 1905. године у Београду прву књигу Под животом, сачињену из кратких прича, лирских песама и записа, коју је критика, а међу њима и Јован Скерлић, веома лепо прихватила. Исте године умире му отац Мијаило.

### Каријера
На Конференцији јужнословенских студената у Софији (1906), поднио је реферат „Балканска конфедерација и југословенска заједница” и заступао је идеју зближавања јужнословенских народа. Након завршетка правних студија запослио се у Царинарници у Београду, а убрзо иза тога, почетком 1907. године, започео је дипломатску службу у Српском конзулату у Скопљу. Међутим, убрзо је добио трогодишње одсуство ради припремања докторске дисертације и отпутовао је у Женеву 1908. године. Објавио је у јесен исте године, у познатој „Малој библиотеци” Пахера и Кисића у Мостару, књигу Vitae fragmenta, са поднасловом „Књига за уморне људе”, а посветио је сенима преминулог оца Мијаила. За време боравка у Швајцарској интензивно се образовао и у другим областима, највише у књижевности: француској, руској и немачкој, али и филозофији, историји, уметности, као и природним наукама. У току 1909. године написао је и објавио више приповедака, тако да је Српској књижевној задрузи био предао рукопис под називом Новеле, на основу позитивне Скерлићеве препоруке. Иако је у први мах био прихваћен и предвиђен за објављивање, наведени рукопис приповедака неће бити објављен, јер је редакција Српске књижевне задруге предност дала каснијем рукопису романа Дошљаци. Од Српске књижевне задруге, за овај роман добио је и награду, 1909. године.
У Женеви се заљубио у младу и образовану Бабету Фишер, кћерку власнице пансиона у коме је становао, а верили су се и венчали 1910. године. Крајем исте године је на Универзитету у Женеви одбранио докторску тезу из области међународног права и стекао титулу доктора правних наука. У области књижевног стваралаштва, 1910. године добио је награду Српске књижевне задруге за рукопис романа Дошљаци, који је написао у Женеви и посветио својој вереници. Роман је објављен исте те године у редовном ХIХ колу Српске књижевне задруге. После повратка у Београд 1911. године, радио је различите чиновничке послове у више државних институција и министарстава. У часопису Дело почео је у наставцима да објављује роман Хроми идеали, што је била прва верзија каснијег романа Чедомир Илић. Објавио је 1912. године у Београду збирку приповедака Кад руже цветају, у издању Геце Кона, која је настала на основу проширивања првобитног рукописа збирке Новеле, датог Српској књижевној задрузи. Наставио је да објављује делове романа Хроми идеали у часопису Дело, као и делове свог превода романа Лажи Пола Буржеа.

### Први светски рат и смрт
Пред почетак Првог светског рата, Ускоковић је озбиљно почео да психички обољева и показивао је знакове маније гоњења, али су околности биле такве да није могао да приступи лечењу. Почетак рата дочекао је у Скопљу где је радио као секретар Трговинског инспектората народне привреде, а са великим оптимизмом доживио је победе српске војске на Церу и Колубари, уверен да ће ускоро стићи час целокупног српског ослобођења и уједињења. Из Скопља је 1915. године упутио издавачу Светиславу Б. Цвијановићу рукопис збирке приповедака Успут. Велика офанзива аустријске, немачке и бугарске војске, као и тешко стање и повлачење српске војске на фронту, у рану јесен присилили су Ускоковића на повлачење из Скопља, према Приштини, али се одатле вратио у Куршумлију, у намери да оде натраг у Београд. У тренутку потпуног безнађа и психичког растројства, извршио је самоубиство, 15. октобра 1915. године, у набујалим таласима ријеке Топлице код Куршумлије. У опроштајном писму је написао: "Не могу да поднесем смрт отаџбине".

## Књижевни рад
Писао је цртане, приповетке и романе.Био је сарадник и члан редакције Политике од њеног оснивања 1904. Књижевне текстове је објављивао у часописима: Савременик, Дело, Нова искра, Српски књижевни гласник, Самоуправа, Штампа, Словенски југ, Српска домаја, Бранково коло, Београдске новине, Грађанин, Босанска вила, Цариградски гласник, Венац, Вардар, Летопис Матице српске и др. У часопису Sudslawische Revue објавио је 1912. године прилог о новопазарском санџаку. Његов лирски темперамент био је испуњен приличном дозом сентименталности. Припадао је генерацији младих српских писаца који су почетком XX века смело напуштали традиције српске реалистичке прозе и угледали се на модерну европску литературу. Сматран је представником тзв. београдског друштвеног романа. Улазећи у драматичне сударе личности са градском средином, више је давао унутрашња стања наших интелектуалаца него комплексну слику времена и средине; у његовој литератури осетна је противречност између старинског романтизма и модерног схватања живота и света. Најзначајнији је писац кога је Ужице имало до Првог светског рата.

### Аутобиографски елементи
Ускоковић је читавог живота одржавао изразито блиску везу са својом породицом у Ужицу, посебно са мајком, сестром Божидарком и браћом. Волео је родни град и често је и радо у њега долазио, а при томе је виђан са друштвом у кафани „Два багрема”, као и на излетиштима на Тари и Златибору. Управо због тога, могуће је препознавање бројних аутобиографских аналогија у делу Милутина Ускоковића, поготово када је реч о његовим главним романескним јунацима Милошу Кремићу и Чедомиру Илићу, као и топосима Београда и варошких средина из унутрашњости (Ужице, Ваљево, Чачак). Упућује и на трагичну антиципацију каснијег Ускоковићевог самоубиства и сличности са смртним исходиштима његових јунака (Зорка, Чедомир Илић).

### Јован Скерлић о Ускоковићу
Јован Скерлић писао је о Милутину Ускоковићу у својој Историја нове српске књижевности. Говорио је да се као писац, Ускоковић развија и још није дошао до пуног израза свога талента. Скерлић пише да су две збирке више огледи, нацрти, скице, »пробе пера«, у којима је било много књишког песимизма, младићке сентименталности и романтичарске реторике, али у којима се исто тако видела лепа осећајност, занимљива опажања и леп књижевни стил. Што није обично случај код младих и талентованих писаца, Ускоковић је радио, читао савремене француске писце, научио књижевни занат, израдио се, и дошио са зрелијим, одређенијим и јачим књижевним делима.
Говорио је да је Ускоковић романописац по узору модерних француских писаца, он уме да изабере занимљив предмет, да изведе ситуацију, да заокругли цео предмет и дâ добру књижевну форму. Роман Дошљаци су његово најбоље дело и један од најзначајнијих нових српских романа. Иако има својих мана, мешавину између једног социјалног романа са тезом, врло спорном уосталом, и личне, аутобиографске сентименталне исповести, поред тога ту има остатака старинске романтичности, романтичарских појмова о »песнику«. Али Ускоковић је у томе добром делу успео у оном у чему су сасвим промашили писци као Јанко Веселиновић и Симо Матавуљ, у сликању савременог престоничког живота.

## Заоставштина
Коло српских сестара из Ужица 1936. године поставило је спомен плочу на кући у којој је живео Милутин Ускоковић.
Књижевна награда “Милутин Ускоковић“ додељује се за најбољу необјављену причу на српском језику. Установљена је 1993. године одлуком редакције часописа Међај и Културно-просветне заједнице у Ужицу, а од 2003. године Награду додељује Народна библиотека Ужице. На конкурсу, поред аутора из Србије, увек учествују аутори са бивших југословенских простора и из дијаспоре. Уз награђене, откупљује се још седам приповетки и све заједно се објављују у посебном броју ужичког часописа за књижевност, уметност и културу Међај.
Удружење професора, наставника и учитеља 1953. године подигло је Милутину Ускоковићу спомен - бисту у централном куршумлијском парку. Две године касније, 1955. године у Ужицу је постављена спомен - биста у парку крај реке Ђетиње.

## Дела
- Под животом: цртице, песме у прози, песме, чланци о књижевности, Београд, 1905.
- Vitae fragmenta, Мостар,1908
- Дошљаци, Београд, 1910
- Кад руже цветају, Београд, 1912
- Les traites d'Union douaniere en droit international, Geneve, 1910
- Чедомир Илић, Београд, 1914
- Дела, Београд, 1932
- Успут, Београд, Ужице, 1978